# Click and Boat
 (juin 2025).
L'article doit être relu — et modifié si nécessaire — par des contributeurs indépendants pour apporter un regard critique aux contributions effectuées en violation des conditions d'utilisation de Wikipédia, tant sur la forme (notamment concernant le style encyclopédique, la proportionnalité) que sur le fond (la neutralité de point de vue, la qualité et l'indépendance des sources).
Click&Boat est une plateforme communautaire créée en septembre 2013 à Paris par Edouard Gorioux et Jérémy Bismuth, qui permet à des particuliers et des professionnels de proposer leur bateau à la location.

## Historique
En 2013, Jérémy Bismuth et Edouard Gorioux créent Click&Boat en partant du constat que des milliers de bateaux dorment dans les ports européens et représentent un coût d'entretien parfois très important pour leurs propriétaires.
La start-up opère une levée de fonds de 200 000 € auprès d’investisseurs privés en 2014 puis rejoint l'incubateur de Paris Dauphine[source secondaire nécessaire], et lance son application.
La société lève 500 000€ en 2015.
En novembre 2016, l'entreprise rachète son concurrent Sailsharing, accroissant son nombre d'annonces de bateaux de 30%. Le même mois, une levée de fonds d'un million d'euros auprès d'OLMA Fund est annoncée,,. La loi de finances 2017 suscite néanmoins des inquiétudes en raison du souhait du gouvernement d'imposer les revenus de location entre particuliers lorsqu'ils sont supérieurs à un seuil d'environ 7 000 €. 
En 2017, la plateforme s'ouvre aux loueurs professionnels.
En 2018, le navigateur François Gabart devient actionnaire,. La même année, la start-up opère une levée de fonds de 4 millions d'euros auprès de ses investisseurs historiques afin de poursuivre son développement international,, et annonce le rachat des actifs d'un concurrent, Captain'Flit. 
A l'été 2019, l'entreprise rachète Océans Evasion et diversifie ainsi ses activités en intégrant des offres d'hébergement et de transport.
En 2020, Click and Boat signe successivement les acquisitions de l'allemand Scansail et de l'espagnol Nautal,,. 

## Concept
Les activités de Click&Boat s'inscrivent dans un contexte d'ubérisation de la société et peuvent s'analyser en une forme de crédit-bail.  
Acteur du  e-tourisme, la start-up met en relation des particuliers et professionnels propriétaires de bateaux avec des particuliers potentiellement locataires de bateaux. Le principe pour le propriétaire est de rentabiliser son bien puisqu’un bateau coûte cher et sort en moyenne 10 jours par an. Le concept repose sur la consommation collaborative où l'usage prédomine sur la propriété. 

## Fonctionnement
Le propriétaire du bateau crée son annonce sur le site en indiquant les prix et ses disponibilités. Il peut communiquer avec le locataire sur le site puis, une fois la réservation effectuée, le propriétaire a la possibilité de faire une offre spéciale adaptée à la demande du locataire. Différents types de bateaux et de location existent, ce qui permet de choisir par exemple la co-navigation ou la location à quai,. L'entreprise facture des frais de services à hauteur de 18% sur les réservations effectuées.[réf. nécessaire]

## Concurrence
Click and Boat est le concurrent direct de SamBoat, racheté par Dream Yacht Charter en 2018. Le marché est également investi progressivement par les grands constructeurs à l'instar de Bénéteau ou Fountaine-Pajot.